# Typhoid Mary (personaggio)
Typhoid Mary conosciuta anche come Mutante Zero, il cui vero nome è Mary Alice Walker, è un personaggio dei fumetti, creato da Ann Nocenti (testi) e da John Romita Jr. (disegni), pubblicato dalla Marvel Comics. La sua prima apparizione è in Daredevil (vol. 1) n. 254 (maggio 1988).
Typhoid Mary è una mutante, nemica ed ex amante di Devil. Dotata di un basso livello di poteri psionici (tra cui la telecinesi) e caratterizzata da una grave forma di malattia mentale, ha iniziato a lavorare nel crimine organizzato come assassina.
Il personaggio è ispirato a Mary tifoide, una donna portatrice sana di tifo che agli inizi del '900 contagiò oltre 30 persone di cui almeno tre morirono in seguito all'infezione.
Assieme a Kingpin e Bullseye, è una dei peggiori nemici di Daredevil, ed è anche rivale di Elektra.

## Biografia del personaggio
Mary ha un passato da prostituta, e la sua carriera da supercriminale ebbe inizio a causa di un giovane Matt Murdock. Dopo aver causato la morte di Fixer (il malavitoso che assassinò suo padre) e aver picchiato e ucciso i suoi scagnozzi, Matt inseguì uno scagnozzo superstite fino al bordello dove Mary lavorava. Qui Mary e le sue compagne si coalizzarono contro il ragazzo, assalendolo furiosamente. Colto dal panico e cercando disperatamente di difendersi, Matt scagliò accidentalmente Mary fuori da una finestra. Sopravvissuta miracolosamente alla caduta, la donna giurò a sé stessa di non permettere mai più a nessun uomo di farle ancora del male. Fu così che iniziò la propria attività di supercriminale, adottando lo pseudonimo di "Typhoid Mary".
Mary Walker ha altre due personalità in aggiunta a quella apparentemente normale: Typhoid Mary e Bloody Mary. La sua personalità dominante, per l'appunto "Mary Walker" è timida, pacifica e tranquilla, "Typhoid Mary" è avventurosa, lussuriosa e violenta, mentre "Bloody Mary" è brutale, sadica e misandrica, con un odio feroce verso tutti gli uomini. In un'occasione, Mary sostenne di possedere una quarta personalità, in seguito perduta.
Typhoid Mary fu una delle pedine di Kingpin, ed ebbe un tumultuoso rapporto di amore/odio con Devil prima di ritirarsi dalle scene del crimine. Attraverso l'ipnosi, le personalità anormali e psicotiche di Typhoid Mary e Bloody Mary furono represse dalla coscienza di Mary Walker, dandole così la possibilità di condurre una vita normale e permettendole perfino di diventare la star di una soap opera. Mentre lottava per mantenere le sue personalità multiple sotto controllo, strinse amicizia con Mary Jane Watson ma la personalità Bloody Mary finì per riemergere attaccando Spider-Man. In seguito, Bloody Mary cominciò a dare la caccia e ad uccidere tutti gli uomini che avevano commesso abusi domestici.

### Deadpool
A un certo punto, Mary fu internata in un istituto di igiene mentale. Mary Walker assunse Deadpool per ucciderla mentre Typhoid Mary assunse Deadpool per liberarla e Bloody Mary assunse gli Animus per continuare a uccidere fuori dal manicomio. Deadpool sconfisse gli Animus ma si rifiutò di uccidere Mary Walker. Ciò consentì a Typhoid Mary di prendere il controllo.
Typhoid Mary e Deadpool intrapresero insieme alcune avventure, tra cui un viaggio a New York per affrontare Devil e vendicarsi di lui per aver causato la caduta che per poco non la uccise. Dopo la caduta di Kingpin dal potere, finì per un certo periodo in coma. Al suo risveglio riprese la sua attività di assassina.

### House of M
Typhoid Mary appare come un assassino di Wilson Fisk.

### Mutant X
Nella realtà Mutant X, Typhoid Mary è membro dei Vendicatori.

## Poteri e abilità
Typhoid Mary è una mutante e possiede un certo numero di poteri psionici (tra cui la telecinesi e la pirocinesi, grazie alla quale può appiccare fuoco a persone e oggetti semplicemente guardandoli). Come "Mutante Zero", Mary appare in possesso delle stesse capacità psioniche utilizzata da entrambe, "Typhoid Mary" e "Bloody Mary". Non è noto se i poteri posseduti da questa personalità sono più forti di quelli della personalità "Bloody Mary", ma da alcuni scontri emergerebbe che lo siano. Mary appare molto abile nelle arti marziali e nell'uso delle armi bianche.

## Altri media

Typhoid Mary interpretata da Natassia Malthe nel film Elektra

- È l'attrice Natassia Malthe ad interpretare Typhoid Mary nel film Elektra, diretto da Rob Bowman nel 2005. Una delle assassine della Mano, è capace di spargere letali esalazioni velenose dalla mani. Viene uccisa da Elektra.
- Mary Walker, interpretata da Alice Eve, è un'antagonista della seconda stagione della serie televisiva MCU Iron Fist.[2] In questa trasposizione è una ragazza affetta dal disturbo dissociativo dell'identità, di cui "Walker" è la personalità originaria, assassina addestrata a combattere sia con armi bianche che da fuoco in Sokovia per far parte dell'ECO Scorpion di Zemo. Dopo essere sopravvissuta all'attacco di Ultron, di cui possiede pochi ricordi a causa delle prime scissioni della personalità, viene torturata e costretta a scappare negli Stati Uniti. Viene ingaggiata da Joy Meachum per sorvegliare Danny Rand e Colleen Wing, scontrandosi con i suoi bersagli, Davos e Misty Knight. La seconda personalità si fa chiamare "Mary", essa viene risvegliata dal rumore della pioggia, dai flash e dalle luci stroboscopiche, che all'inverso viene assopita quando sotto stress accelera il battito cardiaco. Possiede un carattere timido, ingenuo, artistico e solidale, tanto da compromettere il lavoro svolto da Walker nel pedinare Danny. Entrambe non hanno coscienza costante, esclusivamente quando hanno il controllo del corpo, e verso la fine della stagione, Walker si convince della presenza di una terza personalità molto più violenta, ovvero la ragione della sua sopravvivenza in Sokovia.